# Patrimoni dell'umanità del Kirghizistan
I patrimoni dell'umanità del Kirghizistan sono i siti dichiarati dall'UNESCO come patrimonio dell'umanità in Kirghizistan, che è divenuto parte contraente della Convenzione sul patrimonio dell'umanità il 3 luglio 1995, come uno degli stati successori dell'Unione delle Repubbliche Socialiste Sovietiche.
Al 2020 i siti iscritti nella Lista dei patrimoni dell'umanità sono tre, mentre due sono le candidature per nuove iscrizioni. Il primo sito iscritto nella lista è stato la montagna sacra di Sulaymān-Too, inserito nel 2009, durante la trentatreesima sessione del comitato del patrimonio mondiale. Nel 2014 la trentottesima sessione ha inserito nella lista le Vie della Seta: la rete di percorsi del corridoio Chang'an-Tianshan, sito transnazionale condiviso con Cina e Kazakistan. Infine, il patrimonio kirghiso di più recente riconoscimento è il Tien Shan occidentale, condiviso con Kazakistan e Uzbekistan, incluso nella lista nel 2016 dalla quarantesima sessione del comitato. Due siti sono considerati culturali, secondo i criteri di selezione, uno naturale; due sono parte di siti transnazionali.

## Siti del Patrimonio mondiale
| Foto | Sito                                                                | Luogo                                                                        | Tipo                             | Anno | Descrizione |
| ---- | ------------------------------------------------------------------- | ---------------------------------------------------------------------------- | -------------------------------- | ---- | --- |
|      | Montagna sacra di Sulaiman-Too                                      | Oš                                                                           | Culturale (1230; iii, vi)        | 2009 | La montagna sacra di Sulaiman-Too domina la valle di Fergana e fa da sfondo alla città di Oš, al crocevia di importanti rotte sulle vie della seta dell'Asia centrale. Per più di un millennio e mezzo, Sulaiman-Too è stato un faro per i viaggiatori venerato come una montagna sacra. Le sue cinque cime e pendii contengono numerosi antichi luoghi di culto e grotte con incisioni rupestri (centouno siti con incisioni rupestri che rappresentano esseri umani e animali, ma anche forme geometriche), nonché due moschee del XVI secolo in gran parte ricostruite. Il sito conta 17 luoghi di culto, ancora in uso, e molti che non lo sono più. La venerazione per la montagna fonde credenze preislamiche e islamiche. Si ritiene che il sito rappresenti l'esempio più completo di una montagna sacra in tutta l'Asia centrale, venerata per diversi millenni.                                     |
|      | Vie della Seta: la rete di percorsi del corridoio Chang'an-Tianshan | Distretto di Čuj, Distretto di Ysyk-Ata (altri 30 sono in Cina e Kazakistan) | Culturale (1442; ii, iii, v, vi) | 2014 | Questa proprietà è una sezione di 5000 km della vasta rete delle Vie della Seta, che si estende da Chang'an/Luoyang, la capitale centrale della Cina nelle dinastie Han e Tang, alla regione di Zhetysu dell'Asia centrale. Prese forma tra il II secolo a.C. e il I secolo d.C. e rimase in uso fino al XVI secolo, collegando più civiltà e facilitando scambi di vasta portata di attività nel commercio, credenze religiose, conoscenze scientifiche, innovazione tecnologica, pratiche culturali e arti. Le trentatré componenti incluse nella rete di percorsi comprendono capitali e complessi di palazzi di vari imperi e khanati, insediamenti commerciali, templi rupestri buddisti, antichi sentieri, postazioni, passi, torri faro, sezioni della Grande Muraglia, fortificazioni, tombe ed edifici religiosi. Le tre componenti kirghise sono i resti delle città di Suyab, Balasagun e Navekat. |
|      | Tien Shan occidentale                                               | Regione di Žalalabad (altri 9 sono in Kazakistan e Uzbekistan)               | Naturale (1490; x)               | 2016 | La proprietà transnazionale si trova nel sistema montuoso del Tien Shan, una delle più grandi catene montuose del mondo. Il Tien Shan occidentale varia in altitudine da 700 a 4 503 m. È caratterizzato da paesaggi diversi, che ospitano una biodiversità eccezionalmente ricca. È di importanza globale come centro di origine per una serie di colture frutticole coltivate e ospita una grande varietà di tipi di foresta e associazioni di comunità vegetali uniche. Le quattro componenti kirghise sono la Riserva naturale statale di Sary-Chelek, due aree della Riserva naturale statale di Besh-Aral e la Riserva naturale statale di Padysha-Ata. |

## Siti candidati
| Foto | Sito                                      | Luogo                   | Tipo                                 | Anno       | Descrizione |
| ---- | ----------------------------------------- | ----------------------- | ------------------------------------ | ---------- | --- |
|      | Incisioni rupestri di Saimaluu-Tash       | Distretto di Toguz-Toro | Culturale (1512; iii, iv, vi)        | 29/01/2001 | Situato in alto nella catena montuosa di Ferghana, Saimaluu-Tash è un grandioso santuario naturale che contiene una delle più grandi collezioni di immagini rupestri in tutto il mondo. Sono state identificate circa 10 000 pietre con immagini, le prime risalenti al III-inizio II millennio a.C., cioè all'Eneolitico e all'Età del bronzo. Saimaluu-Tash è notevole in quanto è stato continuamente utilizzato come luogo sacro dalle popolazioni del Tien Shan e Pre-Ferghana dal terzo millennio a.C. fino al Medioevo, e anche fino ai giorni nostri. È quindi una ricca fonte di conoscenza sulla vita quotidiana, la mentalità, la storia e la cultura delle antiche tribù di cacciatori, allevatori di bestiame e primi contadini dell'Asia centrale, sullo sviluppo della loro cultura spirituale, le loro credenze religiose e il loro culto di montagne, natura, totem e immagini solari-cosmiche. |
|      | Siti delle Vie della seta in Kirghizistan | 6 gruppi di siti        | Culturale (5518; ii, iii, iv, v, vi) | 19/02/2010 | Nel sud e nel nord del Kirghizistan la Via della Seta è rappresentata da vari tratti ben espressi e segnati da importanti monumenti di storia e cultura. La strada settentrionale (corridoio di Fergana), utilizzata attivamente nei primi tempi Han, in particolare con Davan, aveva un valore speciale nell'antichità. Una parte considerevole di questa strada passava all'interno dei moderni confini amministrativi del Kirghizistan meridionale, occupando aree pedemontane a est, sud-est, sud-ovest e nord-ovest di Fergana. |